# Silke Spiegelburg
Silke Spiegelburg (Georgsmarienhütte, 17 marzo 1986) è un'astista tedesca.

## Biografia
La sua miglior prestazione è stata di 4,76 m, ottenuta a Karlsruhe il 13 febbraio 2011. Ai giochi olimpici di Pechino ha concluso la gara al 7º posto, dietro la connazionale Hingst.

## Palmarès
| Anno | Manifestazione  | Sede       | Evento           | Risultato | Prestazione | Note                                     |
| ---- | --------------- | ---------- | ---------------- | --------- | ----------- | ---------------------------------------- |
| 2007 | Mondiali        | Osaka      | Salto con l'asta | Finale    | nm          |                                          |
| 2008 | Giochi olimpici | Pechino    | Salto con l'asta | 7ª        | 4,65 m      |                                          |
| 2009 | Europei indoor  | Torino     | Salto con l'asta | Argento   | 4,75 m      | Record nazionale                         |
| 2009 | Mondiali        | Berlino    | Salto con l'asta | 4ª        | 4,65 m      |                                          |
| 2010 | Europei         | Barcellona | Salto con l'asta | Argento   | 4,65 m      |                                          |
| 2011 | Europei indoor  | Parigi     | Salto con l'asta | Argento   | 4,75 m      |                                          |
| 2011 | Mondiali        | Taegu      | Salto con l'asta | 9ª        | 4,65 m      |                                          |
| 2012 | Mondiali indoor | Istanbul   | Salto con l'asta | 4ª        | 4,65 m      |                                          |
| 2012 | Europei         | Helsinki   | Salto con l'asta | 4ª        | 4,50 m      |                                          |
| 2012 | Giochi olimpici | Londra     | Salto con l'asta | 4ª        | 4,65 m      |                                          |
| 2013 | Mondiali        | Mosca      | Salto con l'asta | 4ª        | 4,75 m      | Miglior prestazione personale stagionale |
| 2014 | Mondiali indoor | Sopot      | Salto con l'asta | 7ª        | 4,65 m      |                                          |
| 2015 | Mondiali        | Pechino    | Salto con l'asta | 17ª (q)   | 4,45 m      |                                          |
| 2017 | Mondiali        | Londra     | Salto con l'asta | 14ª (q)   | 4,35 m      |                                          |

## Altre competizioni internazionali
2009
- Campionati europei a squadre di atletica leggera ( Leiria)

2011
- Campionati europei a squadre di atletica leggera ( Stoccolma)
- Vincitrice della Diamond League nella specialità del salto con l'asta (14 punti)

2012
- Vincitrice della Diamond League nella specialità del salto con l'asta (16 punti)

2013
- Campionati europei a squadre di atletica leggera ( Gateshead)
- Vincitrice della Diamond League nella specialità del salto con l'asta (17 punti)